# Флейшер, Рубен
Ру́бен Самуэль Фле́йшер (англ. Ruben Samuel Fleischer; род. 31 октября 1974, Вашингтон, США) — американский кинорежиссёр, режиссёр рекламы и видеоклипов, продюсер. Широко известен как режиссёр финансово успешных фильмов «Добро пожаловать в Zомбилэнд», удостоившегося высоких оценок кинокритиков, его сиквела «Zомбилэнд: Контрольный выстрел» и «Веном». Также Флейшер поставил менее успешные картины «Успеть за 30 минут» и «Охотники на гангстеров». До того, как стать режиссёром фильмов, был режиссёром рекламных роликов и музыкальных клипов.

## Биография
Рубен Флейшер родился в Вашингтоне, США. После окончания Уэслианского университета, он переехал в Сан-Франциско. Там он начал работать внештатным работником в качестве HTML-программиста. В дальнейшем он стал снимать рекламные ролики и музыкальные клипы. В 2009 году он снял первый свой художественный фильм «Добро пожаловать в Zомбилэнд», который имел успех в прокате и получил положительные отзывы критиков. Его второй фильм, «Успеть за 30 минут», вышел в 2011 году.
Следующим фильмом Рубена стала криминальная драма «Охотники на гангстеров», премьера которого состоялась в 2013 году.
В 2018 году вышел новый фильм Флейшера — «Веном».
Проживает в Лос-Анджелесе.

## Фильмография

### Фильмы
| Год  | Название фильма                 | Оригинальное название         | Роль               |
| ---- | ------------------------------- | ----------------------------- | ------------------ |
| 2009 | Добро пожаловать в Zомбилэнд    | Zombieland                    | режиссёр           |
| 2011 | Успеть за 30 минут              | 30 Minutes or Less            | режиссёр           |
| 2013 | Охотники на гангстеров          | Gangster Squad                | режиссёр, продюсер |
| 2014 | Секс на две ночи                | Two Night Stand               | продюсер           |
| 2018 | Веном                           | Venom                         | режиссёр           |
| 2019 | Zомбилэнд: Контрольный выстрел  | Zombieland: Double Tap        | режиссёр           |
| 2022 | Анчартед: На картах не значится | Uncharted                     | режиссёр           |
| 2025 | Иллюзия обмана 3                | Now You See Me: Now You Don't | режиссёр           |

### Видеоклипы
- M.I.A. — «Galang»
- Kid Sister — «Pro Nails»
- Gold Chains — «I Came From SF», «Cali Nights», «The Game»
- Electric Six — «Dance Commander»
- DJ Format — «Vicious Battle Raps», «We Know Something You Don’t»